# Love's Travel Stops & Country Stores
A Love's Travel Stops & Country Stores, estilizada como Love's é uma empresa fundada em 1964 com sede em Oklahoma City, nos Estados Unidos, que consiste em uma rede de lojas de conveniência em postos de combustíveis.